# Borhyaenidae
Los borhiénidos (Borhyaenidae) son una familia extinta de metaterios (probablemente no marsupiales verdaderos, sino un grupo hermano de estos; véase Sparassodonta), fueron un grupo de mamíferos carnívoros similares a nutrias y a glotones. Como muchos metaterios, probablemente las hembras poseían una bolsa para llevar a las crías en desarrollo. Los borhiénidos tenían fuertes y potentes mandíbulas, comparables a las de Hyaenodon y Andrewsarchus, capaces de triturar huesos. Generalmente llegaban a alcanzar entre 1,5 a 2 metros de largo. Borhyaena es el género tipo del grupo.
Originalmente, la familia Borhyaenidae fue uno de los grupos más extensos entre los esparasodontes, incluyendo a todas las especies que no fueron incluidas originalmente en Thylacosmilidae. Sin embargo, en años recientes, otros grupos de esparasodontes han sido elevados al rango de familia y esto junto al descubrimiento de que los borhiénidos están más cercanamente relacionados con los proborhiénidos y los tilacosmílidos que a otros esparasodontes, la familia ha sido reducida a seis especies en tres géneros.
Los borhiénidos son conocidos del Mioceno inferior de América del Sur, particularmente de sitios fósiles del extremo sur de la Patagonia. Un miembro del grupo, Australohyaena antiqua, es conocido del Oligoceno (edad Deseadense); aunque algunos borhienoideos basales del Oligoceno fueron considerados en algún momento como borhiénidos, se considera que el resto del grupo está restringido al Mioceno. El registro fósil de este grupo tras el inicio del Mioceno es muy pobre, consistiendo apenas de restos fragmentarios que atestiguan su presencia en el Mioceno superior. Sin embargo, el único espécimen de borhiénido identificado con seguridad del Mioceno tardío proviene de un sitio en el cual se ha producido la mezcla de fósiles del Mioceno inferior con estratos más recientes, y esto podría implicar que el grupo no sobrevivió al final del Mioceno inferior.

## Clasificación
- †Familia Borhyaenidae[1]
  - †Género Arctodictis
    - †Arctodictis munizi
    - †Arctodictis sinclairi

  - †Género Acrocyon
    - †Acrocyon riggsi
    - †Acrocyon sectorius

  - †Género Australohyaena
    - †Australohyaena antiqua[2]

  - †Género Borhyaena
    - †Borhyaena tuberata
    - †Borhyaena macrodonta

  - †Género ?Eutemnodus